# تپه سینه کله
تپه سینه کله مربوط به عصر آهن - سده‌های میانه دوران‌های تاریخی پس از اسلام است و در شهرستان کاشان، بخش مرکزی، دهستان کوهپایه، ۲۰۰ متری شمال غربی روستای استرگ واقع شده و این اثر در تاریخ ۲ مرداد ۱۳۸۷ با شمارهٔ ثبت ۲۳۰۳۳ به‌عنوان یکی از آثار ملی ایران به ثبت رسیده است.